# Allébiografen
Allé-Biografen var en biograf på Norra Allégatan 6 i Göteborg, som öppnade 11 mars 1916 och stängde 15 januari 1922. Ägaren hette Gustaf Smith.